# Apád-anyád idejöjjön! (film, 1998)
Az Apád-anyád idejöjjön (eredeti cím: The Parent Trap)  1998-ban bemutatott amerikai családi filmvígjáték. A film az 1961-es azonos című film feldolgozása. Erich Kästner: A két Lotti című könyvéhez csak lazán kapcsolódik. Főszereplők Dennis Quaid és Natasha Richardson, továbbá Lindsay Lohan, aki kettős szerepet játszik, egy ikerpár mindkét tagját ő alakítja. Ez volt Lindsay Lohan első filmszerepe. A film 1 díjat nyert, és további 4 jelölést kapott.
Magyarországon 1999. február 25-én mutatták be.

## Cselekménye
|  | Alább a cselekmény részletei következnek! |

1986, Atlanti-óceán, Queen Elizabeth II óceánjáró.
Nick Parker (Quaid) és Elizabeth James (Richardson) a hajón találkoznak, egymásba szeretnek és össze is házasodnak. Hamarosan azonban elválnak, miután ikerlányaik, Hallie és Annie megszületnek. Az egyik gyerek az anyjánál, a másik az apjánál nevelkedik és nem tudnak egymás létezéséről. A szülők nem tartják egymással a kapcsolatot. Nick Parker Kaliforniában él a lányával, Hallie-vel és gazdag bortermelő, Elizabeth James pedig sikeres ruhatervező Londonban, ahol Annie-t neveli.
1997 („11 évvel és 9 hónappal később”). A „Walden” lánytáborba (Maine állam, USA) sok lány érkezik, köztük Hallie és Annie is. Annie-t a család inasa kíséri el, aki érzelmes búcsút vesz tőle. A két lány először egy barátságos vívómeccsen találkozik, ahol a fejvédő miatt nem látják egymás arcát. Mindketten jól vívnak. A csörte végén először az egyik, majd a másik is egy víztározóba esik, ahol nyilvánvalóvá válik a kívülállóknak, hogy rendkívüli módon hasonlítanak egymásra.
Mindkét lány szeret és tud pókerezni Hallie leül Annie-val játszani. Minden tét elfogy. Hallie azt ajánlja, hogy a vesztes a parti után meztelenül ugorjon be a tóba. Annie veszít, ezért ő ugrik be a tóba. Amikor beugrik, elviszik a ruháit, csak a cipőjét hagyják ott. Annie kissé megharagszik, ezért másnap ahol Hallie lakik, ott a ház tetejére kerülnek az ágyak. Hallie (mindkét oldalon segítenek a lakótársak) a másik házban az alvókra borotvahabot, mézet, lekvárt, csokoládékrémet, stb. helyez el. Reggel azonban a táborvezető megy be a házba, mielőtt a lányok felébrednének, így az „áldás” nagy része őrá zúdul és a helyettesére. Következményként a két lánynak az elkülönítő házban kell laknia büntetésből.
Az elkülönítőben lakva felfedezik a nyilvánvalót: ugyanazon a napon születtek, ugyanúgy néznek ki, és mindkét lánynál van egy félbetépett esküvői fénykép egyik darabja, amin a másik szülő látható, és a két darab összeillik – ők tehát ikrek! Hamarosan megszületik a terv: a két szülőnek találkoznia kell, hátha újból egymásra találnak és a lányok sem akarják elhagyni egymást. Hogy az ismeretlen szülővel hamarabb találkozzanak, a lányok elhatározzák, hogy a két hónapos tábor végén helyet cserélnek egymással, és addig kitanítják egymást a szükséges tudnivalókra. Az ikrek a külső hasonlóság fokozása érdekében a hosszabbik hajat levágják és egyikük fülét a másik iker kilyukasztja.
A tábor végén Hallie Londonba megy, ahol először az inassal találkozik a repülőtéren, majd otthon első alkalommal találkozik az anyjával és a nagypapájával. Annie Kaliforniába megy, ahol a reptéren apja várja és egy dzsippel hazafuvarozza. Otthon találkozik a házvezetőnővel, Chessyvel (Walter), és Hallie kutyájával, Sammyvel, ami persze nem ismeri meg és morogni kezd. Itt egy új szereplő is felbukkan, apja menyasszonya, Meredith, egy fiatal, rámenős, szőke újságírónő, aki hamarosan nyíltan megmondja Annie-nak, hogy nemsokára ő lesz az úr a házban. Annie kétségbeesve felhívja Hallie-t Londonban és arra kéri, beszélje rá az anyját, hogy jöjjön át Kaliforniába, hogy ott a szülők valahogy találkozhassanak, mielőtt az új frigy létrejönne. Hallie azt mondja az anyjának, hogy Nick találkozni szeretne vele Kaliforniában (ami persze nem igaz). Hallie és anyja abban a szállodában vesznek ki szobát, ahol Nick Meredith szüleivel találkozik. Nick döbbenten ismeri fel volt feleségét, miközben Meredith-szel elindulnak a lifttel. Néhány komikus jelenet után az elvált szülők találkoznak egy medence partján. Az ikrek a nagypapa anyagi segítségével kibérelnek egy jachtot, ahol a szüleiknek kétszemélyes, gyertyafényes vacsorát rendeznek, Martin és Chessy kiszolgálásával. Egy mentőövre a Queen Elizabeth II, 1986 feliratot festik, hogy a szülőket emlékeztessék az akkori időkre. A vacsora alatt Elizabeth szóvá teszi, hogy Nick nem ment utána, amikor faképnél hagyta, Nick viszont úgy gondolta, talán Elizabeth nem akarta, hogy kövesse. Megbeszélik, hogy az ikrek melyik ünnepet hol fogják tölteni, de a kapcsolatukat nem akarják újra kezdeni.
Hallie és Annie számára ez kedvezőtlen kimenetel, ezért azt javasolják, hogy közösen menjenek el egy hegyi kempingtúrára. Anyjuk azt javasolja, hogy őhelyette Meredith menjen a túrára, hogy jobban megismerjék egymást. Az ikrek a túra alatt többször megtréfálják Meredith-t, aki hisztérikusan azt követeli Nicktől, hogy válasszon közte és a lányok között. Nick könnyedén a lányok mellett dönt. Meredith felbontja az eljegyzést. Nick megmutatja Elizabethnek a borospalack gyűjteményét, amik között van annak a bornak a palackja, amit az esküvőjükön ittak. Nick elmondja, hogy az összes létező palackot felvásárolta abból a borból. Elizabethnek ez nagyon imponál, de végül meggondolja magát, és visszatér Annie-val Londonba. Azonban amikor Elizabeth és Annie hazaérnek, a házban már ott van a rájuk várakozó Hallie és Nick, akik Concorde-dal repültek és így hamarabb odaértek. Elizabeth kissé fél az újbóli házasságtól, végül beadja a derekát.
A stáblista alatt a pár újbóli esküvőjének fényképei láthatók a Queen Elizabeth II óceánjáró fedélzetén, amin az ikrek a koszorúslányok, Martin pedig egy eljegyzési gyűrűt ad át Chessynek.
|  | Itt a vége a cselekmény részletezésének! |

## Szereposztás
| Karakter                    | Színész             | Magyar hang        |
| --------------------------- | ------------------- | ------------------ |
| Hallie Parker / Annie James | Lindsay Lohan       | Bogdányi Titanilla |
| Nick Parker                 | Dennis Quaid        | Haás Vander Péter  |
| Elizabeth James             | Natasha Richardson  | Kovács Nóra        |
| Meredith Blake              | Elaine Hendrix      | Orosz Helga        |
| Chessy, Parkerék dadája     | Lisa Ann Walter     | Kocsis Mariann     |
| Martin, Jamesék komornyikja | Simon Kunz          | Borbély László     |
| Idősb Marva Kulp            | Polly Holliday      | Kassai Ilona       |
| Ifjabb Marva Kulp           | Maggie Wheeler      | Farkasinszky Edit  |
| Charles James nagypapa      | Ronnie Stevens      | Pataki Imre        |
| Vicki Blake, Meredith anyja | Joanna Barnes       | Illyés Mari        |
| Lindsay                     | Hallie Meyers-Shyer |                    |
| Zoe                         | Maggie Emma Thomas  |                    |
| Nicole                      | Courtney Woods      |                    |
| Jackie                      | Kat Graham          |                    |

## Megjelenése
Az Amerikai Egyesült Államokban 1998. július 29-én, Magyarországon 1999. február 25-én mutatták be a mozik.

## Bevételek
A film a kezdő hétvégéjén 11 148 497 dollár bevételt szerzett az Egyesült Államokban és Kanadában, ezzel a 2. helyet foglalta el a Ryan közlegény megmentése bevételei mögött. A mozivetítések befejeztével otthon 66 308 518 dollár, külföldön 25,8 millió dollár bevétele volt, összesen 92 108 518 dollár.

## Fogadtatás
A filmkritikusok véleményét összegző Rotten Tomatoes 85%-ra értékelte 47 vélemény alapján.

## Díjak, jelölések
elnyert díj
1999, Young Artist Award, „legjobb alakítás mozifilm főszerepében” – Lindsay Lohan
jelölések
- 1998, YoungStar Award – Lindsay Lohan
- 1999, Blockbuster Entertainment Award – Lindsay Lohan
- 1999, Casting Society of America, „legjobb szereposztás vígjáték mozifilmben” – Ilene Starger
- 1999, Young Artist Award, „legjobb családi vígjáték”

## Forgatási helyszínek
- 23 Egerton Terrace, Kensington, London, Nagy-Britannia, UK – (Elizabeth James otthonának külső megjelenése)
- Administration Building, Treasure Island, San Francisco öböl, Kalifornia, USA – (a Stratford Hotel külső megjelenése)
- Camp Seeley – 250 N. Hwy 138, Crestline, Kalifornia, USA
- Lake Gregory, Kalifornia, USA
- London, Nagy-Britannia, UK
- Long Beach, Kalifornia, USA – (repülőtéri jelenet)
- Los Angeles, Kalifornia, USA
- a Staglin család szőlőbirtoka, Napa Valley, Kalifornia, USA
- RMS Queen Mary – 1126 Queens Highway, Long Beach, Kalifornia, USA
- San Bernardino National Forest, Kalifornia, USA
- San Francisco, Kalifornia, USA
- The Langham Huntington – 1401 South Oak Knoll Avenue, Pasadena, Kalifornia, USA – (a Stratford Hotel belső megjelenése)

## Érdekesség
- Amikor Hallie megérkezik Londonba, anyjával egy gyalogátkelőn mennek át az Abbey Roadon. A kép megegyezik az Abbey Road című The Beatles album borítójával. A jelenet alatt a Here Comes The Sun című szám hallatszik, George Harrison szerzeménye.
- Amikor Hallie és Annie az „Elkülönítő” nevű ház felé mennek, ugyanaz a zene hallható, mint A nagy szökés című filmben, amikor a főszereplő, Steve McQueen a fogdába megy.
- Az ikrek Meredith-et többször úgy emlegetik, mint Szörnyella de Frász (aki a 101 kiskutya című rajzfilm gonosz főszereplője).
- Amikor Hallie azt kérdezi Meredith-től: „Hozzám beszélsz?”, ő így kérdez vissza: „Ki vagy te, Robert De Niro?” (a kérdés hivatkozás a Taxisofőr című filmre, amiben Robert De Niro volt a főszereplő és ezt a szöveget mondta).
- Amikor Annie beugrik a tóba, látszik, hogy ki van lyukasztva a füle. Később mégis Hallie lyukasztja ki neki.

## Fordítás
- Ez a szócikk részben vagy egészben  a   The Parent Trap (1998 film) című angol Wikipédia-szócikk fordításán alapul.  Az eredeti cikk szerkesztőit annak laptörténete sorolja fel. Ez a jelzés csupán a megfogalmazás eredetét és a szerzői jogokat jelzi, nem szolgál a cikkben szereplő információk forrásmegjelöléseként.